# وحشت روان‌شناختی
وحشت روان‌شناختی (انگلیسی: Psychological horror) زیرگونه‌ای در ادبیات، سینما و بازی‌های ویدئویی (به منزله داستان) است که به ترس‌ها و بی‌ثباتی‌های احساسی شخصیت‌ها برای ایجاد تنش، شوک و آشفتگی اتکا دارد.